# Tragnarion Studios
Tragnarion Studios és una empresa mallorquina de disseny de videojocs creada el 2003. Han desenvolupat, entre d'altres, Doodle Hex (2008) per a la Nintendo DS, Map my Mind (iOS) i The Scourge Project, per a Microsoft Windows. El 2013 The Source Project va rebre una qualifació «Triple A».